# Muath Al Kasasbeh
Muath Safi Yousef Al Kasasbeh (àrab: معاذ صافي يوسف الكساسبة, Muʿāḏ Ṣāfī Yūsuf al-Kasāsba, pronunciació en àrab llevantí: [mʊˈʕaːð-, mʊˈʕaːz ˈsˤɑːfi ˈjuːsef el kaˈsaːsbe]) (29 de maig de 1988, Karrak - 3 de gener de 2015, Rakka) va ser un pilot de la Reial Força Aèria Jordana. Amb una coalició entre països occidentals i països musulmans, Jordània estava combatent a les forces jihadistes de l'Estat Islàmic, que aquestes van capturar Al Kasasbeh i el van cremar viu.
Va néixer el 1988 a la localitat jordana de Karka, de 20.000 habitants, i es va criar en una família musulmana sunnita. D'allà procedeix el seu clan que, com altres tribus, resten fidels a la monarquia del rei de Jordània Abdallah II. Tenia set germans, i el seu pare és un professor d'educació física jubilat i casat. Devot musulmà, es va graduar en el col·legi militar Rei Husein el 2009 i tres anys més tard va esdevenir pilot de la Força Aèria Jordana. Va ser, efectivament, el primer d'aquella promoció. Recentment s'havia casat, quan va ser convocat amb altres joves per representar a Jordània en la guerra contra l'Estat Islàmic.
A caps d'any, el dia de Nit de Nadal, Al Kasasbeh participava en la coalició per aire quan els jihadistes van abatre el seu avió amb bateries antiaèries, i es va estavellar a la ciutat de Raqqa, bastió de l'Estat Islàmic a Síria. Els terroristes el van capturar immediatament. Tant Jordània com la coalició van intentar sense èxit negociar el seu alliberament. Finalment, els jihadistes van acabar cremant viu en una gàbia a Al Kasasbeh el 3 de gener de 2015, i setmanes després van publicar el vídeo de la seva execució, amb música de fons i efectes d'animació. Després de la mort d'Al Kasasbeh i la ira dels seus compatriotes, va haver-hi múltiples manifestacions contra el terrorisme, i va ser reconegut com un heroi.